# Primulina eburnea
Primulina eburnea là một loài thực vật có hoa trong họ Tai voi (Gesneriaceae). Loài này có ở miền nam Trung Quốc (Quảng Đông, Quảng Tây, Quý Châu, 
Hồ Bắc, Hồ Nam, Tứ Xuyên); được Henry Fletcher Hance mô tả khoa học đầu tiên năm 1883 dưới danh pháp Chirita eburnea. Năm 2011, Wang Yin Zheng chuyển nó sang chi Primulina.